# ان‌جی‌سی ۱۸۴
ان‌جی‌سی ۱۸۴ (انگلیسی: NGC 184) نام یک کهکشان مارپیچی در صورت فلکی آندرومدا است.